# الخطوط الملكية المغربية إكسبريس
الخطوط الملكية المغربية إكسبريس أو لارام إكسبريس هي شركة طيران مغربية تابعة للخطوط الملكية المغربية. وتتخذ من مطار محمد الخامس الدولي مركزاً لعملياتها.

## تاريخ
أُنشئت الشركة في سنة 2009، ببرنامج تعاقدي بين الحكومة المغربية وشركة الخطوط الملكية المغربية بهدف توفير خطوط داخلية تربط بين مختلف المدن المغربية بأسعار منخفضة وذلك عن طريق دعم هذه الخطوط من طرف الحكومة المغربية والمساهمة في اقتناء الطائرات وإعفاء كل الخطوط الداخلية من رسوم المطارات.
في يونيو 2019، افتتحت الخطوط الملكية المغربية إكسبريس قاعدة جوية لها بمطار العيون الحسن الأول، وقامت بإضافة خطوط جوية جديدة من العيون إلى كلميم، ومراكش، وزيادة عدد الرحلات الجوية بين العيون، وأكادير، والداخلة، ولاس بالماس. لكن في عام 2020، تم إلغاء هذه القاعدة الجوية بسبب كوفيد 19، وتم الإبقاء على الرحلات الداخلية بين العيون والدار البيضاء، والرحلات الدولية بين العيون ولاس بالماس.

## الأسطول
يتكون أسطول الشركة من طائرات إيه تي آر 600-72 فقط.
| أسطول طائرات الركاب | أسطول طائرات الركاب | أسطول طائرات الركاب | أسطول طائرات الركاب | أسطول طائرات الركاب | أسطول طائرات الركاب | أسطول طائرات الركاب | أسطول طائرات الركاب |
| نوع الطائرة         | في الخدمة           | تحت الطلب           | خارج الخدمة         | السعة المقعدية      | السعة المقعدية      | السعة المقعدية      | ملاحظات             |
| نوع الطائرة         | في الخدمة           | تحت الطلب           | خارج الخدمة         | C                   | Y                   | المجموع             | ملاحظات             |
| ------------------- | ------------------- | ------------------- | ------------------- | ------------------- | ------------------- | ------------------- | ------------------- |
| إيه تي آر 600-72    | 6                   |                     |                     | 12                  | 58                  | 70                  |                     |